# Підзамочківська сільська рада
Підза́мочківська сільська́ ра́да — колишня адміністративно-територіальна одиниця та орган місцевого самоврядування в Чортківському районі Тернопільської області. Адміністративний центр — с. Підзамочок.

## Загальні відомості
Підзамочківська сільська рада утворена в 1950 році.
- Територія ради: 16,13 км²
- Населення ради: 2 804 особи (станом на 2001 рік)
- Територією ради протікає річка Стрипа

До 19 липня 2020 р. належала до Бучацького району.
11 грудня 2020 р. увійшла до складу Бучацької міської громади.

## Населені пункти
Сільській раді підпорядковані населені пункти:
- с. Підзамочок
- с. Звенигород
- с. Підлісся

## Склад ради
Рада складається з 14 депутатів та голови.
- Голова ради:
- Секретар ради: Попик Ганна Дмитрівна

### Керівний склад попередніх скликань
| Прізвище, ім'я, по батькові | Основні відомості                                    | Дата обрання | Дата звільнення |
| --------------------------- | ---------------------------------------------------- | ------------ | --------------- |
| Дячек Орест Едуардович      | Сільський голова, 1965 року народження, безпартійний | 26.03.2006   | 02.09.2007      |
| Лепак Іван Іванович         | Сільський голова, 1981 року народження, безпартійний | 01.06.2008   | 26.10.2015      |

Примітка: таблиця складена за даними сайту Верховної Ради України

### Депутати
За результатами місцевих виборів 2010 року депутатами ради стали:

#### За суб'єктами висування
| Суб'єкт висування                                   | Кількість обраних депутатів | %  |
| --------------------------------------------------- | --------------------------- | -- |
| Самовисування                                       | 18                          | 90 |
| Політична партія Всеукраїнське об'єднання «Свобода» | 2                           | 10 |

#### За округами
| № округу                                            | Прізвище, ім'я, по батькові     | Дата визнання обраним | Освіта             | Партійна приналежність                    | Відомості про обраного депутата                |
| --------------------------------------------------- | ------------------------------- | --------------------- | ------------------ | ----------------------------------------- | ---------------------------------------------- |
| Політична партія Всеукраїнське об'єднання «Свобода» |                                 |                       |                    |                                           |                                                |
| 12                                                  | Борис Богдан Дмитрович          | 03.11.2010            | вища               | член Всеукраїнського об'єднання «Свобода» | приватний підприємець                          |
| 13                                                  | Пташник Наталія Миколаївна      | 03.11.2010            | вища               | член Всеукраїнського об'єднання «Свобода» | декретна відпустка                             |
| Самовисування                                       |                                 |                       |                    |                                           |                                                |
| 1                                                   | Пиж Ольга Миронівна             | 03.11.2010            | вища               | позапартійна                              | Звенигородська загальноосвітня школа, вчитель  |
| 2                                                   | Бачинська Галина Андріївна      | 03.11.2010            | середня спеціальна | позапартійна                              | Підзамочківська с, р, спеціаліст               |
| 3                                                   | Кондратко Андрій Павлович       | 03.11.2010            | вища               | позапартійний                             | приватний підприємець                          |
| 4                                                   | Годз Ярослав Ярославович        | 03.11.2010            | середня спеціальна | позапартійний                             | приватний підприємець                          |
| 5                                                   | Кралька Наталія Іванівна        | 03.11.2010            | вища               | позапартійна                              | Підзамочківська загальноосвітня школа, вчитель |
| 6                                                   | Загородний Михайло Васильович   | 03.11.2010            | середня спеціальна | позапартійний                             | приватний підприємець                          |
| 7                                                   | Німець Іван Михайлович          | 03.11.2010            | середня спеціальна | позапартійний                             | тимчасово не працює                            |
| 8                                                   | Дем'янів Петро Михайлович       | 03.11.2010            | середня спеціальна | позапартійний                             | приватний підприємець                          |
| 9                                                   | Шиб Євген Михайлович            | 03.11.2010            | вища               | позапартійний                             | приватний підприємець                          |
| 10                                                  | Крушельницький Богдан Йосифович | 03.11.2010            | вища               | позапартійний                             | пенсіонер                                      |
| 11                                                  | Дячишин Галина Богданівна       | 03.11.2010            | вища               | позапартійна                              | Підзамочківська с, р, землевпорядник           |
| 14                                                  | Борсук Іван Петрович            | 03.11.2010            | вища               | позапартійний                             | Бучачагрохлібпром, ст, майстер                 |
| 15                                                  | Давидяк Михайло Петрович        | 03.11.2010            | вища               | позапартійний                             | студент                                        |
| 16                                                  | Остапович Іван Миронович        | 03.11.2010            | вища               | позапартійний                             | приватний підприємець                          |
| 17                                                  | Попик Ганна Дмитрівна           | 03.11.2010            | середня спеціальна | позапартійна                              | Підзамочківська с. р., секретар                |
| 18                                                  | Адамчук Василь Васильович       | 03.11.2010            | вища               | член Народної партії                      | СПД-ФО"Крижанівський", інженер-землевп         |
| 19                                                  | Гутей Надія Павлівна            | 03.11.2010            | вища               | позапартійна                              | Звенигородська загальноосвітня школа, вчитель  |
| 20                                                  | Кулик Роман Романович           | 03.11.2010            | середня спеціальна | позапартійний                             | тимчасово не працює                            |